# Dagmar Benešová
Dagmar Benešová (17. říjen 1906 Semily – 3. listopad 1999 Praha) byla česká lékařka a vědkyně, zakladatelka české dětské patologické anatomie, specializující se na vrozené vývojové vady a embryopatii.

## Život
Dagmar Benešová se narodila do početné rodiny soukromého úředníka Eduarda Beneše v Semilech v podhůří Jizerských hor. Měla jednu sestru a tři bratry. Vystudovala reálné gymnázium v Praze na Vinohradech, kde odmaturovala roku 1925. Vysokoškolské studium absolvovala na pražské lékařské fakultě, kde promovala 26. února 1932.

## Profesní dráha
Po promoci se Benešová rozhodovala mezi prohlubováním odbornosti na poli gynekologie či patologické anatomie. Díky silné konkurenci a dobovým stereotypům nakonec rezignovala na dráhu gynekoložky a nastoupila hned po studiu do Hlavova patologického ústavu pod vedením profesora Heřmana Šikla.Během válečné okupace, kdy ústav byl částečně zabrán, mohla pokračovat ve vědecké činnosti. Věnovala se zejména patologii novorozenců a do nově otevřené motolské provizorní nemocnice jezdila ke konci války provádět pitvy. Po válce pomáhala Heřmanu Šiklovi obnovit plnou činnosti patologicko–anatomického ústavu, v jehož vedení po dobu půlroční zahraniční cesty dokonce Šikla sama zastávala.
Rychlý kariérní vzestup ukončil roku 1949 zásahem předseda akčního výboru fakulty Ladislav Haškovec (osobní lékař prezidenta Gottwalda), který ji přeložil na plzeňskou lékařskou fakultu. Přes počáteční nedostatky v infrastruktuře nového působiště se i díky působení Benešové, postupně zlepšovala a zdokonalovala úroveň výuky a přípravy nových mediků pro výkon lékařského povolání.
Roku 1951 se díky otevření nového oddělení patologické anatomie v Thomayerově nemocnici v Krči, mohla navrátit do Prahy, kde působila jako primářka nově utvořeného oddělení. Kromě nemocniční praxe začala cíleně vědecky zkoumat příčiny dětské úmrtnosti na základě systematizace výsledků rozboru patologických ohledání, s cílem snížit kojeneckou úmrtnost. V Praze se také roku 1954 habilitovala a stala se přednostkou Ústavu patologické anatomie a mikrobiologie Fakulty dětského lékařství.
Zde Benešová rozvinula rozsáhlou výzkumnou činnost v oboru patologie dětského a novorozeneckého věku. V roce 1968 se stala řádnou profesorkou. Během let 1963–1966 působila jako proděkanka fakulty pro pedagogickou činnost. Roku 1969 se stala primářkou na patologicko-anatomickém oddělení nemocnice v Motole. Její nejaktivnější kariéra skončila roku 1973, kdy odešla do důchodu. Poté zde však ještě osmnáct let pracovala jako ordinářka pro dětskou patologii.

## Další působení
Dagmar Benešová se stala zakládajícím členem Společnosti patologů a stála u zrodu časopisu Československá patologie. Dvě desetiletí vedla Hlavní oborovou komisi morfologie a patologie. Byla první a dosud jedinou ženou, která se stala předsedkyní pražského Spolku lékařů českých, a to v letech 1973–1977. Založila také pro lékařské odborníky známé přednáškové večery nazvané po průkopnících české medicíny (např. večer Pelnářův) a dnes již tradiční večer věnovaný výročí 17. listopadu.

## Ocenění
Byla oceněna řadou uznání a vyznamenání. Stala se nositelkou zlaté medaile Fakulty dětského lékařství, pamětní medaile Univerzity Karlovy i zlaté medaile Československé lékařské společnosti J. E. Purkyně. Byla zvolena také čestnou členkou této společnosti. Roku 1975 byla oceněna jako „Zasloužilý učitel.“